# Smolnikovskaïa (raïon de Kholmogory)
Smolnikovskaïa (en russe : Смольниковская) est un hameau russe situé dans le raïon de Kholmogory dans le centre-nord de l'oblast d'Arkhangelsk. Sa population s'élevait à 6 habitants en 2012.

## Géographie
Smolnikovskaïa est située dans l'ouest de l'oblast d'Arkhangelsk, un sujet de Russie européenne qui fait partie du district fédéral du Nord-Ouest. La localité se trouve dans le nord du raïon de Kholmogory, une des raïons de l'oblast, avec le village de Kholmogory comme centre administratif.
Smolnikovskaïa, comme tout l'oblast d'Arkhangelsk, est située dans le fuseau horaire MSK (heure de Moscou). Le décalage horaire appliqué par rapport au temps universel coordonné est +03:00.

## Démographie
Recensements (*) ou estimations de la population,,,:
| 1859 | 1905 | 2002* | 2010* |
| ---- | ---- | ----- | ----- |
| 52   | 37   | 12    | 4     |

| 2012 | - | - | - |
| ---- | - | - | - |
| 6    | - | - | - |

En 2002, la population était à 100 % composée de Russes.